# Tony Curtis
Tony Curtis (nome artístico de Bernard Schwartz; Nova York, 3 de junho de 1925 — Las Vegas, 29 de setembro de 2010) foi um ator norte-americano, popular desde as décadas de 1950 e 1960 por seu trabalho no cinema tendo participado de mais de cem filmes desde 1949.

## Biografia

Em 1961. Arquivo Nacional.

Filho de um alfaiate húngaro imigrante judeu, ele teve uma infância bastante difícil no bairro do Bronx, Nova York, onde a família morava nos fundos da alfaiataria. Sua mãe e um dos seus dois irmãos eram esquizofrênicos, o que fez com que ele e o outro irmão fossem internados num orfanato aos oito anos de idade, por impossibilidade do pai de tomar conta de todos.
Curtis serviu na marinha durante a Segunda Guerra Mundial e foi um espectador privilegiado da rendição japonesa na Baía de Tóquio em 1945. De volta aos Estados Unidos, passou a estudar teatro, e em 1948, devido à bela aparência e aos olhos marcantes que o tornariam ídolo do público feminino nos anos seguintes, foi contratado pelo estúdio Universal de Hollywood, que lhe colocou em aulas de esgrima e montaria e trocou seu nome de batismo para Tony Curtis.
Apesar de parecer ser apenas mais um "menino bonito" a chegar ao cinema, Tony provaria o seu talento em filmes como Sweet Smell of Success (br: A Embriaguez do Sucesso), com Burt Lancaster, The Defiant Ones (br: Acorrentados), com Sidney Poitier — que lhe renderia uma indicação ao Oscar —, Boston Strangler (O Estrangulador de Boston ou O Homem Que Odiava as Mulheres), em que interpretava um psicopata real  e aquele que seria o seu mais duradouro trabalho na lembrança dos cinéfilos: o clássico de Billy Wilder, Some Like It Hot (Quanto Mais Quente Melhor), com Marilyn Monroe e Jack Lemmon.
Ele também fez diversos trabalhos na televisão, o mais bem sucedido deles na série The Persuaders, com Roger Moore, bastante popular no início dos anos 70, que terminou porque Moore foi escolhido para fazer James Bond no cinema.
Tony tornou-se pintor nos anos 80 e conseguiu grande sucesso nesta segunda atividade, que segundo ele era o seu principal interesse há anos, com seus quadros sendo vendidos por até 50 000 dólares e um deles exposto no Metropolitan Museum of Art de Nova York.
Curtis lamentava nunca ter ganho um Oscar e considera que o mundo do cinema jamais reconheceu verdadeiramente seu trabalho, mas conquistou diversas honrarias e tem uma estrela na Calçada da Fama de Hollywood.
Morou no estado de Nevada e considerava Cary Grant (com quem filmou em 1959 a ótima comédia Operation Petticoat) o seu ator favorito de todos os tempos.
Faleceu em 29 de setembro de 2010. A notícia foi divulgada pela filha, a também atriz Jamie Lee Curtis. Foi sepultado no Palm Memorial Park (Green Valley), Las Vegas, Nevada no Estados Unidos.

### Vida pessoal
Tony Curtis foi casado seis vezes. Em duas delas com as atrizes Janet Leigh, seu mais famoso relacionamento e com quem teve duas filhas, Kelly e a também atriz Jamie Lee Curtis; com a austríaca Christine Kaufmann, com quem também teve 2 filhas, Alexandra (1964) e Allegra (1966), nos anos 50 e 60 respectivamente; casou-se com Leslie Allen e também teve dois filhos: Nicholas (nascido em 1971, morreu em 1994 de overdose de heroína), e Benjamin (1973).
Ele revelou que já engravidou Marilyn Monroe. Um dos mais conhecidos e picantes fatos dos bastidores do cinema envolvendo Tony Curtis se deu em 1959 durante as filmagens de Quanto Mais Quente Melhor. O estilista do filme, ao comentar com Marilyn Monroe durante provas de roupas (Tony e Jack Lemmon atuam quase o tempo todo travestidos de mulher) que Tony tinha nádegas mais bonitas que ela, fez Marilyn retrucar na hora, abrindo a blusa, "é, mas ele não tem isso!", mostrando os seios. A grande tragédia de sua vida, depois da dramática infância que passou, foi a morte de seu filho Nicholas aos 23 anos, em 1994, por overdose de heroína.
Foi casado com Jill Vandenbergh Curtis, 42 anos mais nova.

## Filmografia
| - Criss Cross (1949), - City Across the River, como Mitch (creditado como Anthony Curtis) (1949) - The Lady Gambles, como Bellboy (creditado como Anthony Curtis) (1949) - Take One False Step (1949) (cenas deletadas) - Johnny Stool Pigeon (1949) - How to Smuggle a Hernia Across the Border (1949) - Woman in Hiding (1950) - Francis (1950) - I Was a Shoplifter (1950) - Sierra (1950) - Winchester '73 (1950) (creditado como Anthony Curtis) - Kansas Raiders (1950) - The Prince Who Was a Thief (1951) - Meet Danny Wilson (1952) (part. especial) - Flesh and Fury (1952) - No Room for the Groom (1952) - Son of Ali Baba (1952) - Houdini (1953) - The All-American (1953) - Forbidden (1953) - Beachhead (1954) - Johnny Dark (1954) - The Black Shield of Falworth (1954) - Six Bridges to Cross (1955) - So This Is Paris (1955) - The Purple Mask (1955) - The Rawhide Years (1955) - The Square Jungle (1955) - Trapeze (1956) - Mister Cory (1957) - Sweet Smell of Success (1957) - The Midnight Story (1957) - The Vikings (1958) - Kings Go Forth (1958) - The Defiant Ones (1958) - The Perfect Furlough (1958) - Some Like It Hot (1959) - Operation Petticoat (1959) - Who Was That Lady? (1960) - The Rat Race (1960) - Spartacus (1960) - Pepe (1960) (part. especial) - The Great Impostor (1961) - The Outsider (1961), como Ira Hayes - Taras Bulba (1962) - 40 Pounds of Trouble (1962) - The List of Adrian Messenger (1963) (part. especial) - Captain Newman, M.D. (1963) - Paris, When It Sizzles (1964) (part. especial) - Wild and Wonderful (1964) - Goodbye Charlie (1964) - Sex and the Single Girl (1964) - The Great Race (1965) - Boeing Boeing (1965) - The Flintstones (1965) (voz) - Chamber of Horrors (1966) (part. especial) - Not with My Wife, You Don't! (1966) - Arrivederci, Baby! (1966) - Don't Make Waves (1967) | - On My Way to the Crusades, I Met a Girl Who... (1968) - Rosemary's Baby (1968) (voz) - The Boston Strangler (1968) - Monte Carlo or Bust (1969) - You Can't Win 'Em All (1970) - Suppose They Gave a War and Nobody Came? (1970) - The Persuaders! (1971–1972) - Mission: Monte Carlo (1974) - Lepke (1975) - O Conde de Monte Cristo (1975) - London Conspiracy (1976) - The Last Tycoon (1976) - Casanova & Co. (1977) - Sextette (1978) - The Manitou (1978) - The Bad News Bears Go to Japan (1978) - The Users (1978) - Electric Light Orchestra Out of the Blue: Live at Wembley (1978) - Double Take (1979) - Title Shot (1979) - Little Miss Marker (1980) - It Rained All Night the Day I Left (1980) - The Mirror Crack'd (1980) - Moviola: The Scarlett O'Hara War (1980) - Othello, the Black Commando (1982) - Where Is Parsifal? (1983) - BrainWaves (1983) - The Fantasy Film Worlds of George Pal (1985) (documentário) - Club Life (1985) - Insignificance (1985) - The Last of Philip Banter (1986) - Balboa (1986) - The Passenger - Welcome to Germany (1988) - Lobster Man From Mars (1989) - Midnight (1989) - Tarzan in Manhattan (1989) - Walter & Carlo In America (1989) - Prime Target (1991) - Center of the Web (1992) - Hugh Hefner: Once Upon a Time (1992) (documentário) - Naked in New York (1993) - The Mummy Lives (1993) - A Century of Cinema (1994) (documentário) - The Immortals (1995) - The Celluloid Closet (1995) (documentário) - Roseanne - série de televisão (1996) (papel de Hal, instrutor de dança) - Hardball (1997) - Brittle Glory (1997) - Elvis Meets Nixon (1997) - Alien X Factor (1997) - Stargames (1998) - Louis & Frank (1998) - Play It to the Bone (1999) (part. especial) - Reflections of Evil (2002) (narrador) - Where's Marty? (2006) - The Blacksmith and the Carpenter (2007) (voz) - David & Fatima (2008) - The Jill & Tony Curtis Story (2008) (tema de documentário) |